# Fischer Miklós (szakíró)
Fischer Miklós (Temesvár, 1893. július 11. – Temesvár, 1977. március 21.) magyar szakíró.

## Életútja
Középiskolai tanulmányai elvégzése után katonaként bejárta az első világháború frontjait. 1919-ben a temesvári városháza szolgálatába lépett; az 1930-as évek elején több újságcikkel és brosúrával szorgalmazza a házi alkalmazottak otthonának létrehozását a cselédek művelődési színvonalának emelésére, életkörülményeinek javítására. A temesvári cselédotthon létre is jött, s mintájára más városokban is alakítottak hasonló intézményeket. Cselédek a válaszúton c. tanulmányfüzete 1933-ban jelent meg Temesvárt. A második világháború után részt vett a fogyasztási szövetkezetek megszervezésében, majd 1950-ben a munkaügyi minisztérium megbízásából kidolgozta a nyugdíj egyesületek működési szabályzatát s a temesvári szervezet első elnöke lett.